# Ларс-Андерс Вальгрен
Ларс-Андерс Вальгрен (швед. Lars-Anders Wahlgren; нар. 24 серпня 1966) — колишній шведський тенісист.
Найвищу одиночну позицію світового рейтингу — 66 місце досяг 29 січня 1990, парну — 86 місце — 31 липня 1995 року.
Найвищим досягненням на турнірах Великого шолома було 3 коло в одиночному та парному розрядах.

## Grand Prix/Фінали ATP за кар'єру

### Одиночний розряд: 1 (0–1)
| Результат | Ранг | Рік  | Турнір            | Покриття | Суперник   | Рахунок       |
| --------- | ---- | ---- | ----------------- | -------- | ---------- | ------------- |
| Поразка   | 1.   | 1989 | Сідней, Австралія | Тверде   | Іван Лендл | 2–6, 2–6, 1–6 |

### Парний розряд: 2 (0–2)
| Результат | Ранг | Рік  | Турнір                 | Покриття | Партнер        | Суперники                | Рахунок       |
| --------- | ---- | ---- | ---------------------- | -------- | -------------- | ------------------------ | ------------- |
| Поразка   | 1.   | 1993 | Куала-Лумпур, Малайзія | Тверде   | Йонас Бйоркман | Якко Елтінг Паул Гаргейс | 5–7, 6–4, 6–7 |
| Поразка   | 2.   | 1994 | Куала-Лумпур, Малайзія | Килим    | Ніклас Культі  | Якко Елтінг Паул Гаргейс | 0–6, 5–7      |

## Титули на челленджерах

### Одиночний розряд: (1)
| Ранг | Рік  | Турнір        | Покриття | Суперник           | Рахунок  |
| ---- | ---- | ------------- | -------- | ------------------ | -------- |
| 1.   | 1986 | Афіни, Греція | Тверде   | Ганс-Дітер Бойтель | 6–4, 6–3 |

### Парний розряд: (12)
| Ранг | Рік  | Турнір                                   | Покриття | Партнер           | Суперники                         | Рахунок       |
| ---- | ---- | ---------------------------------------- | -------- | ----------------- | --------------------------------- | ------------- |
| 1.   | 1987 | Мартиніка, Французькі Антильські острови | Тверде   | Мортен Крістенсен | Джеремі Бейтс Нік Фулвуд          | 7–6, 6–3      |
| 2.   | 1988 | Кран-Монтана, Швейцарія                  | Ґрунт    | Петер Свенссон    | Конні Фальк Стефан Свенссон       | 6–4, 6–4      |
| 3.   | 1988 | Генуя, Італія                            | Ґрунт    | Петер Свенссон    | Пер Генрікссон Ніклас Утґрен      | 7–5, 2–6, 6–1 |
| 4.   | 1989 | Клермон-Ферран, Франція                  | Ґрунт    | Петер Свенссон    | Марсело Інгарамо Ґуставо Луса     | 7–5, 6–3      |
| 5.   | 1989 | Тампере, Фінляндія                       | Ґрунт    | Петер Свенссон    | Крістер Аллгард Тобіас Свантессон | 7–5, 6–7, 6–3 |
| 6.   | 1990 | Ганко, Фінляндія                         | Ґрунт    | Йоган Андерсон    | Томас Нюдаль Петер Свенссон       | 6–3, 7–6      |
| 7.   | 1992 | Оберштауфен, Німеччина                   | Ґрунт    | Йоган Андерсон    | Філіп Девулф Том Ванхудт          | 2–6, 7–6, 6–4 |
| 8.   | 1993 | Брук, Австрія                            | Ґрунт    | Нільс Гольм       | Елліс Феррейра Алексіс Гомбрехер  | 0–6, 6–4, 6–4 |
| 9.   | 1993 | Фюрт, Німеччина                          | Ґрунт    | Нільс Гольм       | Гірт Дзелде Габричідзе Володимир  | W/O           |
| 10.  | 1993 | Схевенінген, Нідерланди                  | Ґрунт    | Нільс Гольм       | Якко Елтінг Паул Гаргейс          | 6–1, 6–2      |
| 11.  | 1994 | Бронкс, США                              | Тверде   | Кріс Бейлі        | Пань Бін Ся Цзяпін                | 6–3, 7–5      |
| 12.  | 1995 | Ліллегаммер, Норвегія                    | Ґрунт    | Томас Юганссон    | Андреу Іліє Тодд Ларкхем          | 2–6, 6–3, 6–3 |